# Ipsiura
Ipsiura (лат.) — род ос-блестянок подсемейства Chrysidinae (Chrysidini) из отряда перепончатокрылых насекомых. Область распространения рода: Неарктика и Неотропика (от США до Чили).

## Описание
Мелкие осы-блестянки, ярко-окрашенные, зеленовато-синие, металлически блестящие. Длина тела от 4 до 11 мм. Имеют острый и прямой гребневидный сублатеральный киль на пронотуме и базальную ямку на задних бёдрах. Мезоплеврон не разделён горизонтальной бороздкой. Паразитоиды различных ос, в качестве хозяев используют представителей родов Eumenes, Pachodynerus (Eumenidae), Trypoxylon и Sceliphron (Sphecidae), в гнезда которых откладывают свои яйца, как кукушки. Вышедшая из яйца личинка блестянки затем поедает личинку хозяина гнезда.

## Систематика
Более 40 видов (из них 34 — в Бразилии). По строению мужских гениталий близки к родам блестянок Neochrysis, Pleurochrysis, Exochrysis. Таксон был впервые выделен в 1959 году швейцарским энтомологом Вальтером Линсенмайером (1917—2000) в ранге подрода в составе рода Pleurocera. Иногда (Kimsey & Bohart, 1981) трактовался как подрод в составе рода Neochrysis, а свой родовой статус получил в 1985 году.
- Ipsiura affinissima (Ducke, 1903) — Бразилия, Перу[7]
- Ipsiura assecia (Linsenmaier, 1997)[4] 
  - =Neochrysis assecia Linsenmaier, 1997[4]
- Ipsiura bisulcata (Ducke, 1902) — Бразилия[8]
- Ipsiura bohartiana Lucena, 2016 — Бразилия[1]
- Ipsiura boliviana  Bohart, 1985 — Боливия[6]
- Ipsiura brevispina (Ducke, 1911) — Бразилия
- Ipsiura catamarcae Bohart, 1985 — Аргентина[6]
- Ipsiura cooperi  Bohart, 1985 — Коста-Рика[6]
- Ipsiura covillei  Bohart, 1985 — Венесуэла, Коста-Рика, Мексика[6]
- Ipsiura duckeana Lucena, 2016 — Бразилия[1]
- Ipsiura ellampoides (Ducke, 1902) — Южная Америка[8]
- Ipsiura frieseana (Ducke, 1902) — Бразилия, Суринам, Эквадор[8]
- Ipsiura fritzi Bohart, 1985 — Парагвай[6]
- Ipsiura genbergi (Dahlbom, 1854) — Южная Америка
- Ipsiura goeldii (Ducke, 1907) — Аргентина, Бразилия
- Ipsiura guayanensis (Linsenmaier, 1997)[4]
  - =Neochrysis guayanensis Linsenmaier, 1997[4]
- Ipsiura irwini Bohart, 1985 — Мексика, Сальвадор, США[6]
- Ipsiura klugi (Dahlbom, 1854) — Южная Америка
- Ipsiura lata Bohart, 1985 — Аргентина, Бразилия, Парагвай[6]
- Ipsiura laetiapicalis (Linsenmaier, 1985) — Боливия[3]
- Ipsiura leucobasis  (Mocsáry, 1913) — от Мексики до Аргентины
- Ipsiura leucocheila (Mocsáry, 1889) — от Мексики до Боливии
- Ipsiura lilloi Bohart, 1985 — Аргентина, Бразилия, Парагвай, Эквадор[6]
- Ipsiura longiventris (Ducke, 1907) — Бразилия
- Ipsiura marginalis (Brullé, 1846) — от Суринама до Парагвая
- Ipsiura myops (du Buysson, 1904) — от Панамы до Аргентины
- Ipsiura neolateralis (Bohart, 1966) — от США до Сальвадора[9]
- Ipsiura nigriventer Bohart, 1985 — от США и Мексики до Бразилии[6]
- Ipsiura oaxacae Bohart, 1985 — от Мексики до Бразилии[6]
- Ipsiura obidana Bohart, 1985 — Боливия, Бразилия[6]
- Ipsiura obidensis (Ducke, 1903) — Боливия, Бразилия, Парагвай, Сальвадор[7]
- Ipsiura pilifrons (Cameron, 1888) — от Мексики до Бразилии
- Ipsiura prolixa  Bohart, 1985 — Бразилия[6]
- Ipsiura spiculella  Bohart, 1985 — Боливия, Бразилия, Парагвай[6]
- Ipsiura surinamensis (Linsenmaier, 1985) — Бразилия, Венесуэла, Суринам[3]
- Ipsiura teutoniaca (Linsenmaier, 1985) — Бразилия[3]
- Ipsiura tropicalis  Bohart, 1985 — Аргентина, Боливия, Бразилия, Колумбия, Мексика, Панама, Суринам, Эквадор[6]
- Ipsiura ulconota (Linsenmaier, 1985) — Перу[3]
- Ipsiura venezuelae  Bohart, 1985 — Бразилия, Венесуэла, Коста-Рика, Эквадор[6]
- Другие виды